# Wangdusan
Wangdusan (koreanska: 왕두산) är ett berg i Sydkorea.   Det ligger i provinsen Norra Gyeongsang, i den nordöstra delen av landet, 180 km öster om huvudstaden Seoul. Toppen på Wangdusan är 1 018 meter över havet.
Terrängen runt Wangdusan är huvudsakligen kuperad. Runt Wangdusan är det ganska glesbefolkat, med 28 invånare per kvadratkilometer. I omgivningarna runt Wangdusan växer i huvudsak blandskog.